# Colegios Jesuitas en México

Logotipo de los jesuitas.

Además de las universidades, la Compañía de Jesús mantiene un número importante de colegios Jesuitas en México. En ellos trabajan parte de los jesuitas que la orden religiosa tiene en México. Las instituciones se dividen en el Sistema de Colegios Jesuitas, los bachilleratos pertenecientes a las universidades del Sistema Universitario Jesuita y la Red de Colegios Asociados al Sistema Educativo Jesuita. 

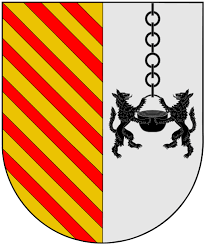
Escudo de armas de la Casa de Oñaz y Loyola, usado como inspiración para los escudos de los colegios jesuitas.

## Sistema de Colegios Jesuitas
Los colegios jesuitas en México se caracterizan por sus excelencia académica y la formación ignaciana que se les da a sus alumnos por medio de diferentes experiencias. Es importante destacar que sólo en estas seis instituciones del Sistema de Colegios Jesuitas se destina a los sacerdotes de la Compañía de Jesús para colaborar en las diferentes áreas de los colegios, así mismo el nombramiento del rector de cada colegio depende de la decisión del jesuita encargado de la Provincia Mexicana de la Compañía de Jesús.
Estas seis instituciones están coordinadas por el “Consejo Operativo de Rectores” (C.O.R.).
Este Consejo es un organismo de la Provincia Mexicana de la Compañía de Jesús que vincula, orienta y coordina los seis colegios jesuitas de México. La tradición educativa de la Compañía de Jesús se distingue por acompañar el crecimiento personal de cada estudiante. Más allá de la excelencia académica, favorece el desarrollo integral humano que capacita para enfrentar a tiempo los complejos retos de realidad.
Todos los colegios del SCJ forman a su vez parte de la Federación Latinoamericana de Colegios de la Compañía de Jesús (FLACSI).

#### Instituto de Ciencias

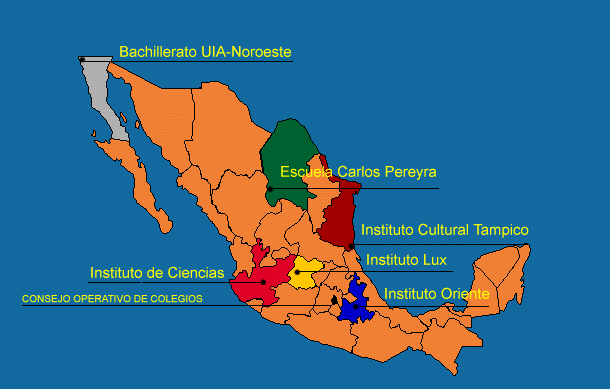
Mapa de los colegios jesuitas en México.

Se encuentra en la ciudad de Guadalajara, fue fundado en 1906 y empezó sus clases en la construcción anexa al templo de San Felipe Neri con el nombre de Instituto San José. El rector fue entonces el P. Manuel Santiago.
En julio de 1914 la revolución carrancista se apoderó del colegio encarcelando y desterrando a sus directores y maestros jesuitas. Se apropiaron del Instituto San José. Aquí termina la segunda etapa educativa de los jesuitas en Guadalajara. 
Fue hasta 1920 cuando resurge el colegio de los jesuitas: el antiguo Instituto San José, que por causas de la constitución de 1917 aparece oficialmente con el nombre de Instituto de Ciencias de Jalisco, cuya sede fue la Casa de los Abanicos, situada entre las actuales calles de Atenas y Moscú, su rector volvía a ser el P. Manuel Santiago.
En 1922 se hace el traslado del Instituto de Ciencias a un nuevo domicilio situado en Hidalgo 1140, debido a que la casa anterior era insuficiente para albergar a los alumnos que tenía la institución.
En 1926 con el estallido de la guerra cristera la comunidad de los jesuitas dispersó en casas particulares de familias amigas.
En el curso escolar 1939-1940 decidió el P. Martínez Aguirre abrir un colegio de Primaria para el Instituto de Ciencias. Esa primaria fue el Colegio Unión, teniendo como local una pequeña casa de la calle Miguel Blanco cerrando con la calle de Prado. El Kínder, pre-primaria, primero y segundo de primaria eran atendidos por las hermanas Michel, quienes dirigirán esta actividad en Hidalgo 811. 
En 1954 elaboraron el proyecto de construcción del actual edificio del Instituto de Ciencias, así como la ejecución de la obra 6 exalumnos entre los que se contaban con el Ing. Enrique Martínez Negrete, el Ing. Javier Orendáin, Jaime de Obeso y José Fernández del Valle. En abril de 1955 se colocó la primera piedra del Instituto de Ciencias.
En enero de 2018 comenzó la construcción de una nueva sede para el Instituto de Ciencias

#### Instituto Oriente
El 15 de enero de 1870 los jesuitas abren por primera vez un colegio en México desde que fueron expulsados por la Corona española en 1767. Esta institución fue el Colegio Católico del Sagrado Corazón de Jesús, en el número 4 de la calle 2 Oriente y 5 de Mayo en la Ciudad de Puebla. Así nace el Instituto Oriente. Labor ardua la de los jesuitas fue la de ver culminado su esfuerzo con la construcción del nuevo Colegio, al cual se trasladan el 28 de octubre de 1908, en la 11 sur y la 13 poniente. La llegada de la Revolución fue un duro golpe para el Colegio. Ocupado el edificio por las tropas revolucionarias de los Carrancistas, inicia una etapa de supervivencia que se prolonga, terminada la Revolución, durante la persecución religiosa.
El Colegio sobrevivió gracias al cariño de muchas familias poblanas que lo acogieron en sus casas para que en ellas continuara furtivamente su labor, y gracias a una figura excepcional: el Hermano José Jurado S.J., “Tío Pepe”. Quien pedía que no se le llamara Hermano Jurado y menos Padre José. “Si no le puede llegar el chisme a la policía, me encierran y se acabó el colegio. Llámenme “Tío Pepe”.
Pasados los años difíciles, los jesuitas de la comunidad educativa inyectan aires nuevos a las actividades apostólicas pues se busca y el colegio cambia a diferentes sedes, se impulsan el deporte agrupado en Clubes (“Sport Club” –creado en 1894-, “Círculo Católico Poblano”, “Club Audax”) y se organiza la Junta de Exalumnos.
Con el triunfo de la Revolución Constitucionalista (1914), el Colegio cierra sus puertas como todos los colegios particulares y se resigna a no celebrar sus bodas de oro. Para 1921 se restaura en la sede de “Agua Azul” (11 poniente y 11 sur) y poco después se funda “El Club Deportivo San Felipe de Jesús” (1924) para dar auge al deporte. De 1924, con Plutarco Elías Calles, hasta la compra de los terrenos en Jardines de San Manuel (1958), diferentes sedes y problemáticas invaden la vida del Colegio, así como frutos y recuerdos que llegan hasta nuestros días: la fundación de la revista “Forja” el 18 de abril de 1938, la instauración del lema “Militia est vita” = “La vida es lucha” en 1938, y la puesta en marcha del autobús de la Primaria del Colegio que recoge alumnos por toda la ciudad en 1950.
El mismo año de la muerte del H. José Jurado, S.J. “Tío Pepe” se coloca la primera piedra del nuevo campus del Colegio en San Manuel (1962) y el 1 de febrero de 1963 nace el “Instituto Militarizado Oriente” que durará hasta 1973, año en que se permite la incorporación de alumnas al Bachillerato y se adopta el horario vespertino con la finalidad de dar mayores servicios educativos.
En 1976 se abre la Secundaria y Bachillerato No Escolarizados los días sábados. En 1979 visita el P. Pedro Arrupe, S.J., al Instituto Oriente, como parte de la Conferencia del Episcopado Latinoamericano en Puebla. Para 1980 se inaugura la Biblioteca del Colegio que lleva por nombre “Francisco Xavier Alegre, S.J.”; se inaugura la Casa de Oración del Instituto Oriente (1993); el Auditorio “Gonzalo Carrasco, S.J.” (15 de enero de 2000); y en el 2005 se inaugura el Centro de Idiomas en combinación con la Universidad Iberoamericana, en ese entonces Golfo-Centro, hoy Puebla.
Para el mismo año se abre un nuevo edificio en la sección Primaria; por esas mismas fechas se inicia la construcción del Preescolar, el cual abre sus puertas en agosto del 2007.
En noviembre de 2013, el Rector, Dr. Saúl Cuautle Quechol, S.J inaugura el nuevo estacionamiento de 3 niveles con capacidad de 300 autos y el nuevo edificio administrativo.
El Rector, Dr. Saúl Cuautle Quechol, S.J inaugura en noviembre de 2015, el nuevo Complejo Deportivo IO, el cual cuenta con alberca y chapoteadero  en  el  AQUA  IO,  y  el  GYM  IO,  donde  encontramos  con  equipo  de  última  tecnología  en  materia  deportiva,  salones  de  usos  múltiples,  donde  se  imparten  clases  como  Lift-T,  Yoga,  Pilates,  baile,  etc,  además  de  una pared de escalado.
El 5 de agosto del 2017, el Rector, Dr. Saúl Cuautle Quechol, S.J inaugura la nueva Casa de Oración del Instituto Oriente "Cardenal Carlo María Martini S.J." 55 000 m² de construcción, 62 dormitorios, 2 salones de eventos, capilla etc.
En noviembre de 2021, el Rector Enrique Flota Ocampo, inaugura con la obra "Les Miserables" el nuevo Auditorio, con capacidad para 1,300 personas, el cual está acondicionado con salones de clases, camerinos, foso para orquesta, cafetería y taquilla
Es el colegio más antiguo de Puebla y actualmente uno de los más prestigiados de México, caracterizado por formar durante 150 años hombres y mujeres para los demás, con animo de lucha y temple Ignaciano, el lema del colegio es en latín "Militia est Vita" que su traducción al español significa "la vida es lucha"

#### Instituto Cultural Tampico
Fue fundado en septiembre de 1962 en Tampico, Tamaulipas, después de que se estableciera la Provincia Mexicana Septentrional de la Compañía de Jesús en el año 1958.
Su historia comenzó con un grupo de familias tampiqueñas motivadas por la urgente necesidad de un colegio de Secundaria y Preparatoria donde sus hijos varones que salían de Primaria Católica continuaran sus estudios con formación religiosa, acudieron a las congregaciones religiosas dedicadas a la enseñanza entre las que se encontraba la Compañía de Jesús.
Este grupo de señoras tras varios años de trabajo y con la ayuda, consejo y animación del P. Federico Chávez Peón, S.J., lograron con el apoyo de sus esposos y otros bienhechores que el P. Lawrence O'neill, visitador entonces de las Provincias de México, obtuviera de Roma la aprobación de la fundación del colegio.
La noticia de que la Compañía de Jesús había decidido abrir un colegio en Tampico causó gran alegría a la comunidad quedando establecido, en la calle de Roble y Avenida Chairel de la Colonia Águila, de manera provisional abriría sus puertas, adoptando finalmente el nombre de Instituto Cultural Tampico, así mismo el patrono titular del colegio sería San Luis Gonzaga, posteriormente se escogió como lema institucional la frase evangélica “Duc in altum” (Lánzate mar adentro) muy propia para una institución educativa en una ciudad marítima.
Después de alcanzar los objetivos prometidos al P. Lawrence O'neil, para el 11 de septiembre de 1966 se anunció la solemne inauguración y bendición del nuevo edificio del Instituto Cultural Tampico, ubicado en Av. Universidad 904 de la Colonia Lindavista, Tampico. Dando inició al curso escolar 1966-1967 con los tres grados de secundaria y dos grados de bachillerato.
Con el continuo crecimiento de la Zona Sur de Tamaulipas y a la gran demanda del Sistema Educativo Jesuita se plantea la apertura de la sección Primaria. Es así como el día 2 de julio de 1994 se abre un nuevo edificio para esta sección. Así mismo en la búsqueda de la mejora y la integralidad del alumno abre sus puertas cuatro años después, en el año 1998 al nivel Preescolar.
Actualmente el Instituto Cultural Tampico ofrece los niveles escolares de Preescolar, Primaria, Secundaria y Bachillerato brindando educación de calidad que busca un modo de proceder acorde a las necesidades educativas vigentes.

#### Colegio Ibero Tijuana
Inició sus clases en 1982 como Prepa Ibero Tijuana. Cambió su nombre cuando se inauguró la secundaria.

#### Instituto Lux
Fue fundado en 1941 en la ciudad de León, Guanajuato. Su nombre proviene de la Virgen de la Luz pero fue usado el nombre lux (luz, en latín) debido a los conflictos entre el gobierno federal y la Iglesia Católica en el contexto después de la Guerra Cristera.

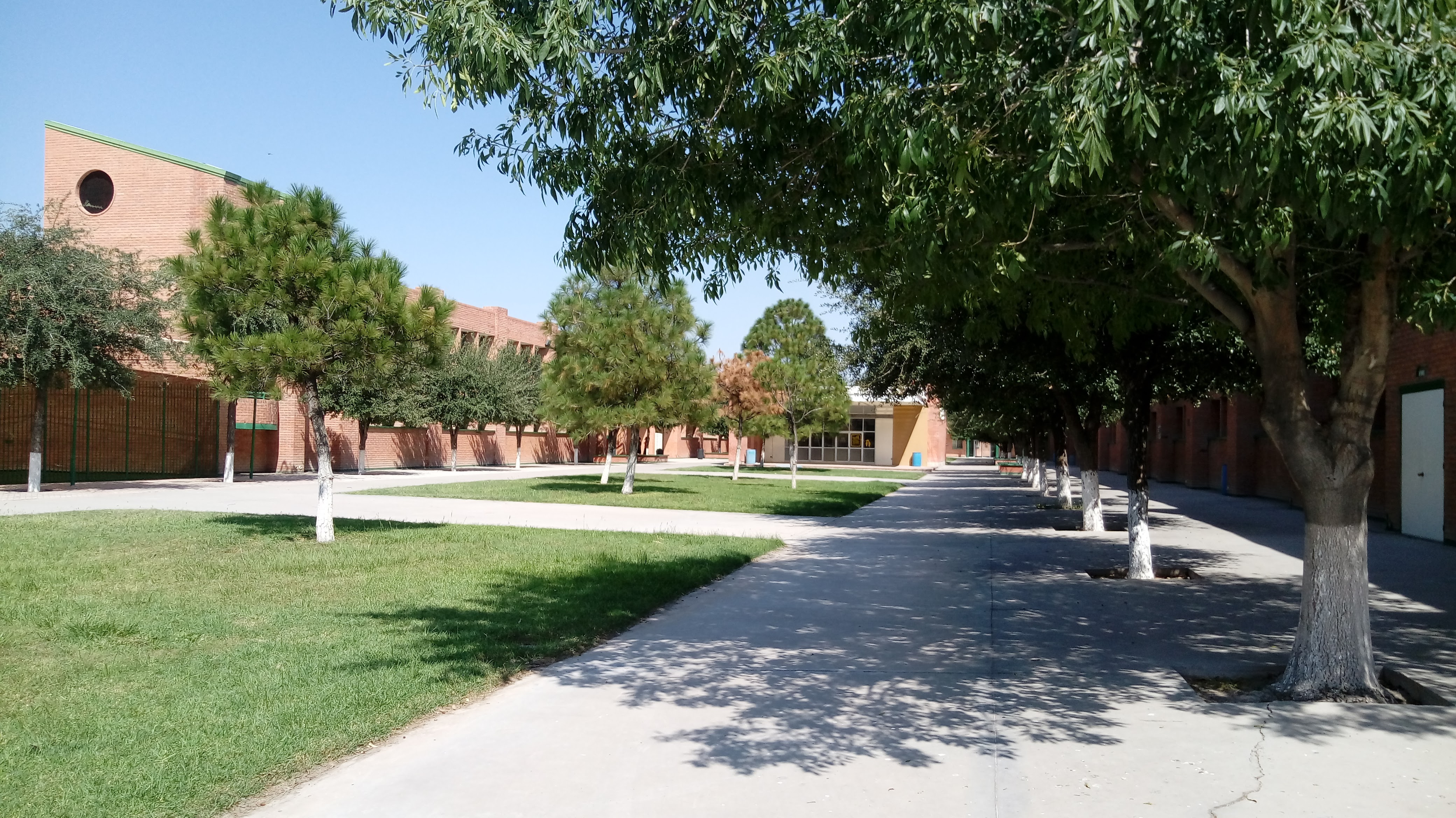
Escuela Carlos Pereyra, Torreón

#### Escuela Carlos Pereyra
Fue fundada en 1942 en la ciudad de Torreón, Coahuila, a raíz del interés de un grupo de estudiantes que junto con el Lic. Isaac Guzmán Valdivia, deseaban una educación esmerada, acorde a su manera de ser y llena de los más altos valores.
Existía entonces una preparatoria, pero con ideología poco compatible con la de este grupo de jóvenes entusiastas que formaban la Unión Nacional de Estudiantes Católicos (UNEC), y que estaban por concluir sus estudios de secundaria. El asesor de la UNEC en la Comarca Lagunera era el P. Leobardo Fernández S.J., quien estaba a cargo de la entonces Parroquia del Carmen. Era un hombre que mantenía una relación profunda con sus alumnos, quienes le llamaban con cariño “tío Leo”.
Los integrantes de la UNEC, y el P. Fernández comunicaron al Sr. Alberto E. Rodríguez, entonces gerente del Banco de México, el proyecto educativo que aspiraban integrar. Comenzaron a surgir las ideas, los planes, las propuestas, etc., que darían como resultado que el 16 de junio de 1942 se solicitara a la Universidad Nacional Autónoma de México (UNAM) la incorporación de la Escuela. En agosto se autorizó formalmente el funcionamiento de la Preparatoria Carlos Pereyra.
El 2 de septiembre del mismo año se inician las clases con los bachilleratos de Derecho y Ciencias Sociales, Físico-Químico y Físico-Matemático.
Se carecía de instalaciones propias y se consiguió en arrendamiento una sección del edificio que ocupaba la Escuela Secundaria del Estado “Venustiano Carranza”. A partir del segundo año de labores docentes, la escuela tomó en arrendamiento una casa particular ubicada en la Ave. Morelos 406 al oriente de la ciudad.
En 1955, después de una fuerte insistencia de parte de alumnos, padres de familia y del padre Fernández, es incorporada formalmente a la Compañía durante el rectorado de Heriberto Navarrete.
En la década de los cincuenta se abren las sedes de Torreón Jardín (secundaria y preparatoria) y Navarro (preescolar y primaria).
En el año 2005 por primera vez todos los niveles educativos se unieron en el Campus San Ignacio ubicado al norte de la ciudad, cerca de la Universidad Iberoamericana.

### Historia del SCJ
En 1990 se formó el Consejo Operativo de Colegios (COC) con el objetivo de conocer e intercambiar experiencias entre los colegios jesuitas de México.
La formación del Sistema de Colegios Jesuitas inició en 2005 aunque no fue hasta junio de 2008 cuando inició su operación formal. Su órgano principal es el Consejo Operativo de Rectores (COR), sucesor al antiguo COC.
Actualmente su objetivo es coordinar la toma de decisiones sobre el rumbo de los colegios en cuanto a su estructura y Proyecto Educativo.

### Juegos Interjesuíticos
Los seis colegios se reúnen cada año en los juegos Interjesuíticos de secundaria en el mes de noviembre y los de bachillerato en el mes de mayo; la sede cambia cada año y esta justa deportiva se caracteriza por el ambiente de hermandad, competencia en las diferentes disciplinas y una gran convivencia. Una vez al año los colegios realizan un evento de actividades que involucran los dotes artísticos de los alumnos, este evento se llama Interculturales, la sede cambia al igual que en la competencia deportiva de Interjesuíticos.

## Bachilleratos de las Universidades Jesuitas
- Prepa Ibero México, Ciudad de México.
- Prepa Ibero Puebla, Puebla.
- Prepa Ibero Tlaxcala, Tlaxcala.
- Prepa Ibero Mérida, Yucatán[5]
- Prepa ITESO, Guadalajara[6]

Estas preparatorias dependen directamente del sistema de la universidad correspondiente y no pertenecen al Sistema de Colegios Jesuitas, sino que forman parte de la Red de Colegios Asociados Jesuitas. La Prepa Ibero México está asociada a la Universidad Iberoamericana Ciudad de México, las sedes en Puebla, Tlaxcala y Mérida pertenecen a la Universidad Iberoamericana Puebla, mientras que la Prepa ITESO pertenece al Instituto Tecnológico y de Estudios Superiores de Occidente. Como parte de la formación integral que se le da a sus alumnos, las prepas de estas universidades organizan un evento de encuentro cada año llamado Interprepas, en el cual se compite en diferentes disciplinas deportivas y actividades culturales. 
En los Interjesuíticos de Bachillerato Puebla 2015, la Prepa Ibero México fue el invitado especial a la justa deportiva, convirtiéndose así, en la primera preparatoria de las universidades jesuitas en participar en esta competencia del Sistema de Colegios Jesuitas.

## Red de Colegios Asociados Jesuitas
Con el fin de promover, difundir y ampliar el impacto de la educación escolar en México y ante la petición de instituciones que, sin ser de origen jesuita, han decido incorporar el modelo y espiritualidad jesuita para la formación de niños y jóvenes, el Sistema de Colegios Jesuitas constituyó la Red de Colegios Asociados. A través de esta Red, la Provincia Mexicana de la Compañía de Jesús comparte con los laicos la espiritualidad y la pedagogía que subyace en la experiencia espiritual de Ignacio de Loyola, para que sea el motor que anime la vida de las instituciones educativas que pertenezcan a ella.
Algunos de los colegios de la Red son colegios fundados por universidades jesuitas o colegios del SCJ con el objetivo de brindar educación jesuita a un costo accesible.
- Colegio Constructivista Descubridores, Monterrey. Fundado 2004.
- Colegio San Francisco Javier, San Luis Potosí. Fundado 2007.
- Loyola Comunidad Educativa, Mérida . Fundado 2006.
- Escuela Bernardo Alfonso Grousset, Santa Catarina. Fundado 2000.
- Colegio Hernando de Tovar, Parras de la Fuente. Fundado 2006.
- Centro Educativo Regional de Atotonilco (CERA-ITESO), Atotonilco. Fundado 2000.[10]
- Bachillerato Pedro Arrupe SJ, Guadalajara. Fundado 2013.[11]
- Instituto Irapuato, Irapuato[12]
- Colegio Francés del Pedregal, Ciudad de México[7]
- Preparatoria y Secundaria Loyola del Pacífico, Acapulco[7]
- Tonalí Comunidad Educativa, Monterrey[7]

## Colegios jesuitas desaparecidos

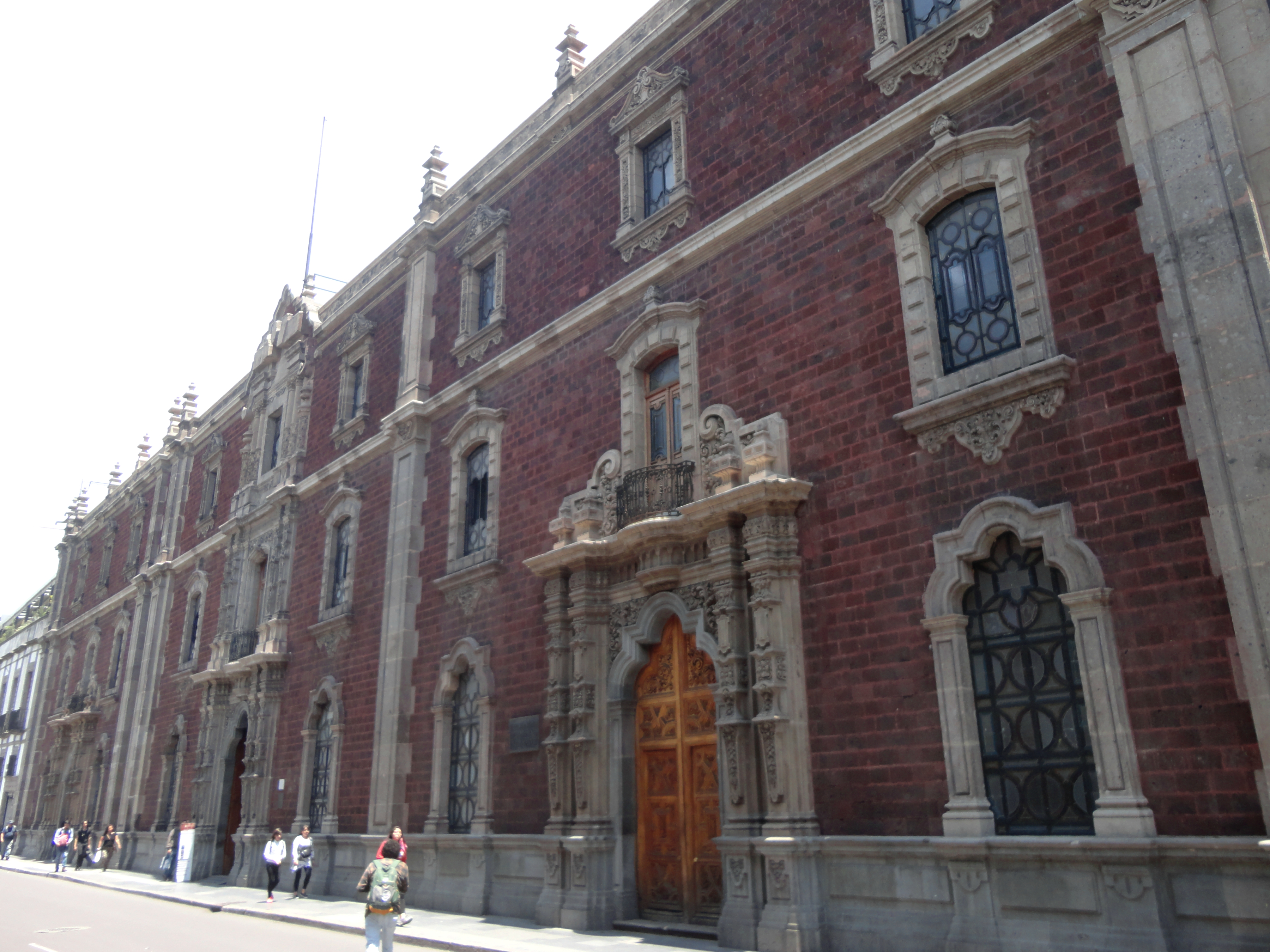
Antiguo Colegio de San Ildefonso

- Cerrados por la expulsión de los jesuitas de los territorios de la monarquía hispánica:
  - Colegio de San Ildefonso, Ciudad de México (1588-1767).
  - Colegio Santo Tomás de Aquino, Guadalajara (1590-1767)[13]
  - Colegio Jesuita de San Luis de Minas de Potosí, San Luis Posotí (1623-1767).
  - Colegio de la Purísima Concepción, Zacatecas, Zacatecas (1749-1767)[14]
- Colegio de San Juan Nepomuceno, Saltillo, Coahuila (1878-1914)[15][16]
  - Cerrado debido a demasiados cambios en el programa educativo del colegio.[16]
- Instituto San José, Guadalajara (1906-1914)[13]
  - Fue tomado por las tropas carrancistas durante la Revolución Mexicana y convertido en cuartel.[13]
- Instituto Patria (Polanco) (1938-1976)[17]
  - Fue cerrado debido a que su labor “no está suficientemente enfocada a apoyar y acelerar el desarrollo integral de la persona y la integridad social del país”.[17]
- Instituto Regional, Chihuahua (1941-1976)[18][19]